# Prix Goncourt/Biografie

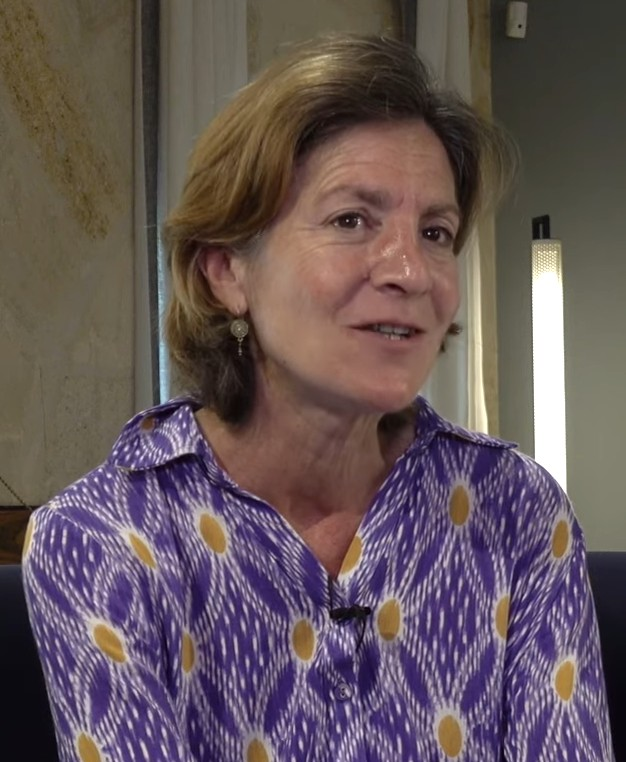
Preisträgerin 2021: Pauline Dreyfus aus Frankreich

Der Prix Goncourt de la biographie Edmonde Charles-Roux ist ein französischer Literaturpreis der Académie Goncourt, der 1980 gestiftet wurde und für Biografien verliehen wird. Er soll den Prix Goncourt für Romane ergänzen. Die Auszeichnung wird alljährlich Anfang Juni unter vier nominierten Werken vergeben und wurde in der Zwischenzeit zu Ehren der französischen Schriftstellerin Edmonde Charles-Roux (1920–2016), Preisträgerin 1966 für den besten Roman und Mitglied der Académie Goncourt, umbenannt. Der Prix Goncourt de la biographie Edmonde Charles-Roux ist mit 4500 Euro durch die Stadt Nancy und 3800 Euro durch das Centre national du livre dotiert und wird in Nancy verliehen.

## Preisträger
Am häufigsten wurden Werke aus dem Verlag Grasset (sieben Siege) prämiert, gefolgt von Fayard und Gallimard (vier) sowie Seuil (je drei Erfolge).
| Jahr | Preisträger/-in            | Originaltitel                                | Deutscher Titel  |
| ---- | -------------------------- | -------------------------------------------- | ---------------- |
| 1980 | Jean Lacouture             | François Mauriac                             |                  |
| 1981 | Hubert Juin                | Victor Hugo                                  |                  |
| 1982 | Pierre Sipriot             | René Depestre                                |                  |
| 1983 | Ghislain de Diesbach       | Madame de Staël                              |                  |
| 1984 | Jeanne Champion            | Suzanne Valadon                              | Die Vielgeliebte |
| 1985 | Georges Poisson            | Laclos ou l’Obstination                      |                  |
| 1986 | Jean Canavaggio            | Cervantes                                    | Cervantes        |
| 1987 | Michel Surya               | Georges Bataille, la mort à l’œuvre          |                  |
| 1988 | Frédéric Vitoux            | La vie de Céline                             |                  |
| 1989 | Joanna Richardson          | Judith Gautier                               |                  |
| 1990 | Pierre Citron              | Giono                                        |                  |
| 1991 | Odette Joyeux              | Le troisième œil, la vie de Nicéphore Niepce |                  |
| 1992 | Philippe Beaussant         | Lully                                        |                  |
| 1993 | Jean Bothorel              | Louise de Vilmorin                           |                  |
| 1994 | David Bellos               | Georges Perec                                | Georges Perec    |
| 1995 | Henry Gidel                | Les deux Guitry                              |                  |
| 1996 | Anka Muhlstein             | Astolphe de Custine                          |                  |
| 1997 | Jean-Claude Lamy           | Prévert, les frères                          |                  |
| 1998 | Christian Liger            | Le roman de Rossel                           |                  |
| 1999 | Claude Pichois             | Colette                                      |                  |
| 1999 | Alain Brunet               | Colette                                      |                  |
| 2000 | Dominique Bona             | Berthe Morisot                               |                  |
| 2001 | Laure Murat                | La maison du docteur Blanche                 |                  |
| 2002 | Jean-Paul Goujon           | Pierre Louÿs                                 |                  |
| 2003 | Pierre Billard             | Louis Malle                                  |                  |
| 2004 | Claude Dufresne            | Appelez-moi George Sand                      |                  |
| 2005 | Thibaut d’Anthonay         | Jean Lorrain                                 |                  |
| 2006 | Angie David                | Dominique Aury                               |                  |
| 2007 | Patrice Locmant            | J.-K. Huysmans, le forçat de la vie          |                  |
| 2008 | Jennifer Lesieur           | Jack London                                  |                  |
| 2009 | Viviane Forrester          | Virginia Woolf                               |                  |
| 2010 | Michel Winock              | Madame de Staël                              |                  |
| 2011 | Maurizio Serra             | Malaparte, vies et légendes                  |                  |
| 2012 | David Haziot               | Le roman des Rouart                          |                  |
| 2013 | Pascal Mérigeau            | Jean Renoir                                  |                  |
| 2014 | Jean Lebrun                | Notre Chanel                                 |                  |
| 2015 | Jean-Christophe Attias     | Moïse fragile                                |                  |
| 2016 | Philippe Forest            | Aragon                                       |                  |
| 2017 | Marianne Schopp            | Dumas fils ou l’Anti-Œdipe                   |                  |
| 2017 | Claude Schopp              | Dumas fils ou l’Anti-Œdipe                   |                  |
| 2018 | Denis Demonpion            | Salinger intime                              |                  |
| 2019 | Frédéric Pajak             | Manifeste incertain, volume 7                |                  |
| 2020 | Thierry Thomas             | Hugo Pratt, trait pour trait                 |                  |
| 2021 | Pauline Dreyfus            | Paul Morand                                  |                  |
| 2022 | Jean-Pierre Langellier     | Léopold Sédar Senghor                        |                  |
| 2023 | Claude Burgelin            | Georges Perec                                |                  |
| 2024 | Geneviève Haroche-Bouzinac | Madame de Sévigné                            |                  |